# Pašino Ruvci
Pašino Ruvci (makedonska: Пашино Рувци) är en ort i Nordmakedonien.   Den ligger i kommunen Krivogaštani, i den sydvästra delen av landet, 80 kilometer söder om huvudstaden Skopje. Pašino Ruvci ligger 596 meter över havet och antalet invånare är 979.